# Tayavek Gallizzi
Tayavek Gallizzi (Santa Fe; 8 de febrero de 1993) es un baloncestista argentino. Juega de pívot en Flamengo del Novo Basquete Brasil. Como jugador de la selección nacional de Argentina ganó la FIBA AmeriCup de 2022, obtuvo dos medallas de oro en los Juegos Panamericanos (2019 y 2023), disputó dos ediciones de la Copa Mundial de Baloncesto (2014 y 2019) y formó parte del equipo olímpico que participó del torneo de baloncesto masculino de los Juegos Olímpicos de Tokio 2020. 

## Trayectoria
Gallizzi se formó en la cantera del club santafesino Círculo Israelita Macabi, siendo reclutado en 2010 por Quilmes de Mar del Plata, equipo que en la época militaba en el Torneo Nacional de Ascenso. Tras debutar en la categoría, fue cedido a préstamo a Unión Progresista, con el cual se consagraría campeón de la temporada 2011-12. Regresó a Quilmes de Mar del Plata en 2012, consiguiendo el ascenso a la Liga Nacional de Básquet tras vencer a San Martín de Corrientes en el repechaje de mayo de 2013.
Durante el invierno del 2013 participó en el Campeonato Argentino de Básquet representando a la selección del Chaco, donde resultó subcampeón.
Gallizzi jugaría las siguientes tres temporadas con los marplatenses en la Liga Nacional de Básquet, destacándose como uno de los jugadores juveniles con mayor proyección a futuro. Por esa época también sobresalió como dunker, ganando en tres ocasiones consecutivas el torneo de volcadas del Juego de las Estrellas de la LNB.
En 2016 pasó a Quimsa y al año siguiente fue fichado por La Unión de Formosa. En julio de 2018 se incorporó a Regatas Corrientes, club con el que jugaría las siguientes tres temporadas. En su último años con los correntinos fue seleccionado como parte del Mejor quinteto de la Liga Nacional de Básquet, siendo considerado el mejor pívot de la temporada.
En 2021 se produjo su arribo a Instituto. Su aporte fue fundamental para que su equipo ganase el Torneo Súper 20 2021, el título de la temporada 2021-22 de la LNB y la Supercopa de La Liga de 2022. Volvería a ser considerado parte del Mejor quinteto de la Liga Nacional de Básquet en la temporada 2022-23.
Gallizzi hizo su primera experiencia como jugador extranjero en 2023, luego de ser contratado por el club Atenas de Montevideo para disputar la Liga Uruguaya de Ascenso.
Posteriormente regresó a Quimsa, formando parte de un plantel que ganaría la Supercopa de La Liga de 2023, la Copa Súper 20 de 2024 y la Liga de Campeones de Baloncesto de las Américas 2023-24. En lo individual, Gallizzi fue nominado al Mejor quinteto de la Liga Nacional de Básquet, siendo nuevamente considerado el pívot más destacado de la temporada.
En julio de 2024 volvió a dejar su país pero esta vez para unirse al Flamengo del Novo Basquete Brasil.

## Selección nacional
Gallizzi disputó el Campeonato Mundial de Baloncesto Sub-17 de 2010 y el Campeonato Mundial de Baloncesto Sub-19 de 2011.
Tras haber sido convocado para los entrenamientos previos al Sudamericano 2014 y finalmente no formar parte del equipo, fue convocado para el Campeonato Mundial 2014 como una de las sorpresas de la delegación.
Durante el mundial, no disputó los primeros tres partidos del equipo y cuando se pensaba que no jugaría, el técnico Julio Lamas lo colocó durante los últimos dos minutos del último cuarto, del cuarto partido del equipo, ante Senegal. Tras recibir una falta, marcó los dos libres que le quedaron y así sumó también sus primeros puntos en el seleccionado mayor.
En 2015, fue parte del equipo que compitió en el Campeonato FIBA Américas disputado en Ciudad de México, obteniendo la clasificación a los Juegos Olímpicos de 2016 y el segundo puesto en este torneo. También integró el equipo que disputó el torneo de baloncesto masculino de los Juegos Panamericanos.
Actuó en el Campeonato FIBA Américas de 2017, donde los argentinos finalizaron como subcampeones tras caer ante Estados Unidos en la final.
En 2019, fue uno de los pivotes del plantel de la Selección Argentina que obtuvo la medalla de oro en los Juegos Panamericanos de Lima. Este fue el primer título oficial de Gallizzi jugando en la selección mayor de Argentina. Además, si bien no tuvo muchos minutos en la cancha, fue uno de los pivotes del plantel argentino que recibió la medalla de plata en el Mundial de China de ese año.
En el verano de 2021, fue parte de la selección absoluta argentina que participó en los Juegos Olímpicos de Tokio 2020, que quedó en séptimo lugar.
En septiembre de 2022 disputó con el combinado absoluto argentino el FIBA AmeriCup de 2022, ganando el oro al derrotar al combinado brasileño en la final.
Formó parte del plantel que obtuvo la medalla de oro en el torneo de baloncesto masculino de los Juegos Panamericanos de 2023.

## Estadísticas

### Selección nacional
| Equipo    | Temporada/ Torneo          | PJ | Pts | Min | Dobles | Dobles | Triples | Triples | Libres | Libres | Rebotes | Rebotes | As |
| Equipo    | Temporada/ Torneo          | PJ | Pts | Min | C      | L      | C       | L       | C      | L      | Def     | Of      | As |
| --------- | -------------------------- | -- | --- | --- | ------ | ------ | ------- | ------- | ------ | ------ | ------- | ------- | -- |
| Argentina | Mundial España 2014        | 1  | 2   | 2   | 0      | 0      | 0       | 0       | 2      | 2      | 0       | 0       | 0  |
| Argentina | Panamericanos Toronto 2015 | 4  | 6   | 23  | 3      | 5      | 0       | 0       | 0      | 0      | 2       | 2       | 0  |
| Argentina | Panamericanos Lima 2019    | 5  | 19  | 36  | 6      | 7      | 1       | 1       | 4      | 4      | 2       | 3       | 1  |
| Argentina | Mundial China 2019         | 6  | 10  | 34  | 2      | 8      | 0       | 0       | 6      | 6      | 3       | 3       | 0  |

## Palmarés

### Clubes
- Campeón con Unión Progresista del TNA 2011-12.
- Ganador de un ascenso con Quilmes en el TNA 2012-13.
- Campeón con Instituto del Torneo Súper 20 2021.
- Campeón con Instituto de la LNB 2021-22
- Campeón con Instituto de la Supercopa de La Liga 2022.
- Campeón con Quimsa de la Supercopa de La Liga 2023.
- Campeón con Quimsa del Torneo Súper 20 2024.
- Campeón con Quimsa de la Liga de Campeones de Baloncesto de las Américas 2023-24.

### Selección nacional
- Medalla de oro en los Juegos Panamericanos de Lima 2019
- Medalla de plata en el Mundial de China 2019
- Medalla de oro en el FIBA Americup de Recife 2022
- Medalla de oro en los Juegos Panamericanos de Santiago 2023

### Individual
- Ganador del Torneo de Volcadas de la LNB en tres ocasiones, 2013, 2014 y 2015.[29]
- Miembro del Mejor quinteto de la Liga Nacional de Básquet en 2021, 2023 y 2024.
- MVP de la Final de la Supercopa de La Liga de 2022.[30]
- MVP de la Final del Torneo Súper 20 de 2024.[31]

## Vida personal
El nombre Tayavek fue elegido por sus padres de un libro de nombres y es de origen amazónico. Siendo niño sobrevivió a la inundación en Santa Fe de 2003, la cual destruyó la casa en la que vivía junto a su familia.